# 釋允若
釋允若（1280年—1359年），字季蘅，號浮休，自號浮休子，因雲門寺旁有若耶溪，又號若耶 ，浙江紹興人（現中國浙江省紹興市），俗姓相里氏，百越人， 元朝紹興雲門寺沙門。。

## 生平
允若法師才智過人，九歲便能通曉《春秋》大意，父母格外鍾愛。年紀稍大一些，法師宿慧善根萌發，生起絕塵出世之心，便到紹興雲門寺依止雲門孝元和尚，於十五歲剃度出家。 
允法師後渡過錢塘江，到杭州興福寺拜謁大山道恢法師學法，道恢見他年少聰穎，銳意求學，便授予他《天臺四教儀》、《金錍十不二門指要鈔》，允若法師只需觀覽一遍，就能掌握法義要旨 。
學成後拜辭大山恢法師，前往南天竺寺求教於湛堂性澄法師，廣學多聞，對《立陰觀別理》、《隨緣六即》、《蛣蜣理毒性具》等正理學，無不精研，學識日益精進，掌握了完整的天臺宗的教義。期間，擔任南天竺寺支應賓客等寺中僧職，歷練寺務。
到了元英宗至治元年（1321年），湛堂法師奉皇帝之命，北上燕都（今北京市），負責核校《大藏经》。是時，澄和尚便向元英宗奏報了允若法師的修行德業，英宗特賜號「慈光圓照」，命其住持昌源淨聖院。允若法師初到淨聖院是一片荒蕪頹圮的破落院舍，在法師三年的苦心整修重建下，重現古寺巨剎風光。
允若法師歷任杭州興化寺、紹興圓通寺、紹興上天竺寺、紹興雲門寺住持，世推雲門三大高僧之一。
至正（1341年－1367年）年間，允若法師住持紹興圓通寺與上天竺寺，當地山上有一眼瓔珞泉，已乾涸很久，允若法師前往以錫仗扣擊岩石，祝禱說：「吾緣苟在，是泉當為吾一來。」話才剛說完，涸泉便湧出清泉。當時的戶部尚書貢師泰聽說此事後，讚嘆允若法師的德行堪與慈雲重榮檜相提並論，把瓔珞泉命名為：「再來泉」。後來，允若法師隱居雲門，興築精舍專修法華三昧，作為晚年的主要修持。
元順帝至正十九年（1359年），天下大亂，四處戰事連綿，人民四處逃避戰火，大眾紛紛勸允若法師一起離開，躲避戰亂。允若法師卻嚴正的說：「難可苟免乎。吾對將至。待以酬之。」大眾逃離後，法師一人獨坐在精舍中。二月二十九日，盜賊入侵精舍時，法師嚴色威然不為盜賊所屈辱，盜賊頭目敬法師為得道高僧，便命手下徹退。但其中有一賊人不聽命行事，舉刀向允若法師砍去，不見法師身出紅血，反流出白乳溢滿地面而亡，世壽八十歲，僧臘六十五。盜賊退走後，大眾返迴將允若法體荼毗，拾得小豆大小的舍利子無數，葬於雲門山麓。
允若法師一生，道行風範，簡樸清遠，不苟言笑，趙孟頫稱師為僧中御史。

## 著作
- 《內外集》

## 法嗣

### 師長
- 雲門孝元
- 大山道恢

### 弟子
- 集慶寺 釋友奎
- 演福寺 釋良謹
- 隆德寺 釋法讓
- 淨聖寺 釋圓證

## 外部連結
- 中國百科網－浮休法师（允若）《释氏稽古略续集》
- 元代高僧允若法师圆寂日 （页面存档备份，存于）
- 紹興市政府門戶網站－第一章佛教